# Messengrund
Messengrund ist ein Gemeindeteil der Gemeinde Guttenberg im Landkreis Kulmbach (Oberfranken, Bayern). Messengrund liegt in der Gemarkung Guttenberg.

## Geografie
Die Einöde liegt am Fuße des Torkel (627 m ü. NHN, 0,6 km nordwestlich), einer Erhebung am Südrand des Frankenwaldes. Ein Anliegerweg führt 0,2 km nördlich zu einer Gemeindeverbindungsstraße, die nach Maierhof zur Kreisstraße KU 13 (0,8 km südöstlich) bzw. nach Triebenreuth verläuft (1,4 km nördlich).

## Geschichte
Das Anwesen wurde wohl im 14. Jahrhundert angelegt. 1609 gehörte das Söldengütlein „Meßengrund“ Hans Wilhelm von Guttenberg, wie aus einer Urkunde hervorgeht. Das Bestimmungswort des Ortsnamens ist mes (mhd. für Weide, Weidegrund). Auch gegen Ende des 18. Jahrhunderts bestand Messengrund nur aus einem Anwesen. Das Hochgericht übte das Burggericht Guttenberg aus. Es hatte ggf. an das bambergische Centamt Marktschorgast auszuliefern. Die Grundherrschaft über das Häuslein hatte das Burggericht Guttenberg.
Mit dem Gemeindeedikt wurde Messengrund dem 1812 gebildeten Steuerdistrikt Guttenberg und der im selben Jahr gebildeten Gemeinde Guttenberg zugewiesen.

### Einwohnerentwicklung
| Jahr      | 001818 | 001819 | 001861 | 001871 | 001885 | 001900 | 001925 | 001950 | 001961 | 001970 | 001987 |
| Einwohner |        | 4      | 9      | 8      | 9      | 7      | 5      | 6      | 5      | 4      | 3      |
| Häuser    | 1      |        |        |        | 1      | 1      | 1      | 1      | 1      |        | 1      |
| Quelle    | [ 7 ]  | [ 9 ]  | [ 10 ] | [ 11 ] | [ 12 ] | [ 13 ] | [ 14 ] | [ 15 ] | [ 16 ] | [ 17 ] | [ 1 ]  |

## Religion
Messengrund ist seit der Reformation gemischt konfessionell. Die Katholiken sind nach St. Jakobus der Jüngere (Guttenberg) gepfarrt, die Protestanten nach St. Georg (Guttenberg).